# Вінцеві артерії
Вінцеві артерії чи коронарні артерії (лат. arteriae coronariae) — артерії з системи вінцевого кровообігу, які кровопостачають серцевий м'яз. Основними є ліва та права вінцеві артерії, які галузяться за своїм ходом.
Ліва вінцева артерія (arteria coronaria sinistra) відходить від аорти над лівою заслінкою аортального клапана та кровопостачає ліву частину серця. Вона галузиться на дві артерії, а в деяких випадках між ними відходить третя, відома як серединна артерія.
Права вінцева артерія (arteria coronaria dextra) відходить над правою заслінкою аортального клапана. Вона проходить донизу по правій вінцевій борозні до ніжки серця.
У 45 % людської популяції наявна конусна артерія, яка забезпечує колатеральний кровообіг серця в разі закупорки лівої передньої низхідної артерії.